# Andréi Krilov
Andréi Krylov (Unión Soviética, 10 de mayo de 1956) es un nadador soviético retirado especializado en pruebas de estilo libre media distancia, donde consiguió ser subcampeón olímpico en 1980 en los 200 y 400 metros.

## Carrera deportiva
En las Olimpiadas de Montreal 1976 ganó la plata en los 4x200 metros estilo libre.
En los Juegos Olímpicos de Moscú 1980 ganó la medalla de plata en los 200 metros libre —con un tiempo de 1:50.76 segundos— también la plata en los 400 metros libre —con un tiempo de 3:53.24 segundos tras su compatriota Vladimir Salnikov— y el oro en los relevos de 4x200 metros libre, por delante de Alemania del Este y Brasil.